# Super Video CD
Super Video CD (SVCD) o Compact Disc Super Video (CD-SV) 
es un formato utilizado para almacenar vídeo en discos compactos estándar. Aunque es una versión mejorada del estándar Video CD (VCD), la calidad de imagen y el audio es menor que la del formato DVD-Video.

## Especificaciones técnicas
El SVCD se graba usando el formato 2/XA en modo CD-ROM, permitiendo aproximadamente 800 megabytes de datos almacenados en un CD de 80 minutos (700 megabytes cuando se usa el modo 1). Un CD puede dar hasta 35 minutos de video y audio en alta calidad. Sin embargo, la tasa de bits, y por consiguiente la calidad, debe ser reducida para acomodar la duración del video. Es difícil introducir más de 100 minutos de video en un SVCD a una calidad razonable, y muchos reproductores son incapaces de soportar un vídeo con una velocidad de bits instantáneos por debajo de 300 o 600 kilobits por segundo.

### Contenedor
En un SVCD, los canales de audio y vídeo están multiplexados en un contenedor MPEG-PS.

### Video
- Códec: MPEG-2
- Resolución: 2/3 D1
  - NTSC: 480x480
  - PAL/SECAM: 480x576
- Relación de aspecto: 4:3 / 16:9
- Fotogramas por segundo:
  - NTSC: 29.97 fotogramas por segundo
  - PAL/SECAM: 25 fotogramas por segundo
- Tasa de bits: Hasta 2600 kilobits por segundo
  - Rate control: Tasa de bits constante o variable

## Formatos similares
- CVD
- VCD
- XSVCD
- XVCD